# John Hoskins
John Raymond Hoskins (* 14. Dezember 1931 in Basingstoke, Vereinigtes Königreich; † 23. Dezember 2021 in Hamilton) war ein bermudischer Sportfunktionär.
Zwischen 2000 und 2008 war Hoskins Präsident der Bermuda Olympic Association. Zudem war er Fahnenträger der bermudischen Mannschaft bei den Olympischen Winterspielen in den Jahren 1992, 1994 und 1998.